# Nuño Pérez de Lara
Nuño Pérez de Lara (m. Cuenca, 1177), fue un noble castellano perteneciente a la poderosa casa de Lara, que al igual que su hermano Manrique, fue regente durante la minoría de edad del rey Alfonso VIII.

## Orígenes familiares
Fue hijo del conde Pedro González de Lara, y de la condesa Ava, quien antes había enviudado del conde García Ordóñez. Sus abuelos paternos fueron Gonzalo Núñez tenente de Lara y de Osma, y Goto Núñez.

## Biografía
En marzo de 1145 fue nombrado alférez real de la corte de Alfonso VII, cargo que ocupó hasta febrero de 1155, un plazo inusualmente largo para este cargo. En julio de 1152, el rey entregó la villa  de Castro de Benavente a Nuño y a su esposa Teresa.
En 1159 la casa de Lara se había apoderado de la regencia que ejercía Gutierre Fernández de Castro, tío de  Fernando Rodríguez de Castro el Castellano, en una época caracterizada por la lucha por el poder entre la casa de Lara y la casa de Castro, desencadenada tras la muerte de Sancho III de Castilla, en el año 1158, y la subida al trono de su hijo, Alfonso VIII de Castilla.
Al año siguiente, Nuño Pérez de Lara comandó en la Batalla de Lobregal las tropas que se enfrentaron a los Castro, dirigidas por Fernando Rodríguez de Castro, librada en las cercanías de la localidad de Villabrágima, en la provincia de Valladolid. En esta batalla murió el conde Osorio Martínez y Nuño fue hecho prisionero, aunque fue liberado poco tiempo después.
Durante la minoría de edad de Alfonso VIII, en marzo de 1162 se otorgó a Nuño el título de conde, probablemente por su hermano Manrique, que era el regente, y después de su muerte en la batalla de Huete en julio de 1164 fue ya el propio Nuño quien asumió la regencia. Esta posición la mantendría hasta 1170, año de la mayoría de edad del rey Alfonso VIII.
Gobernó varias tenencias, siendo la primera la villa de Montoro en 1155 que había sido conquistada probablemente en 1148 y cuyo gobierno fue encomendado inicialmente al noble gallego Fernando Yáñez y después a Nuño. Perdió esta tenencia después de junio de 1156 cuando la plaza fue recuperada por los musulmanes. Después recibió las tenencias de Abia de las Torres, Moratinos y propiedades en Castronuño, villa que lleva su nombre. Estas propiedades las cambió posteriormente con la Orden de San Juan de Jerusalén por la tenencia de la Torre de Herrín También le fue encomendado el gobierno de Castro, cerca de Toro y la fortaleza de Villagarcía y en diciembre de 1160 aparece gobernando la tenencia de Herrera y poco después Cabezón, Dueñas y Cubillas de Cerrato. Desde 1163 compartió la tenencia de Carrión con Diego Boisón (o Bueso) y en julio de 1165 era tenente en Villafáfila. También ejerció la tenencia de Villanuño de Valdavia y Arenillas de Nuño Pérez, en Palencia. En esta última, la leyenda popular ubica una casona de su propiedad y unas colmenas o Arniellas.
El rey Alfonso VIII recompensó a su antiguo tutor, el conde Nuño, con varias mercedes, entre ellas el castillo de Chillón que donó a la Orden de Calatrava y a Nuño y a su esposa Teresa el 27 de marzo de 1168 pro multis et magnis obsequiis que uos, comos Nunio, michi actenus deuotissime ac fidelissime exibuistis.

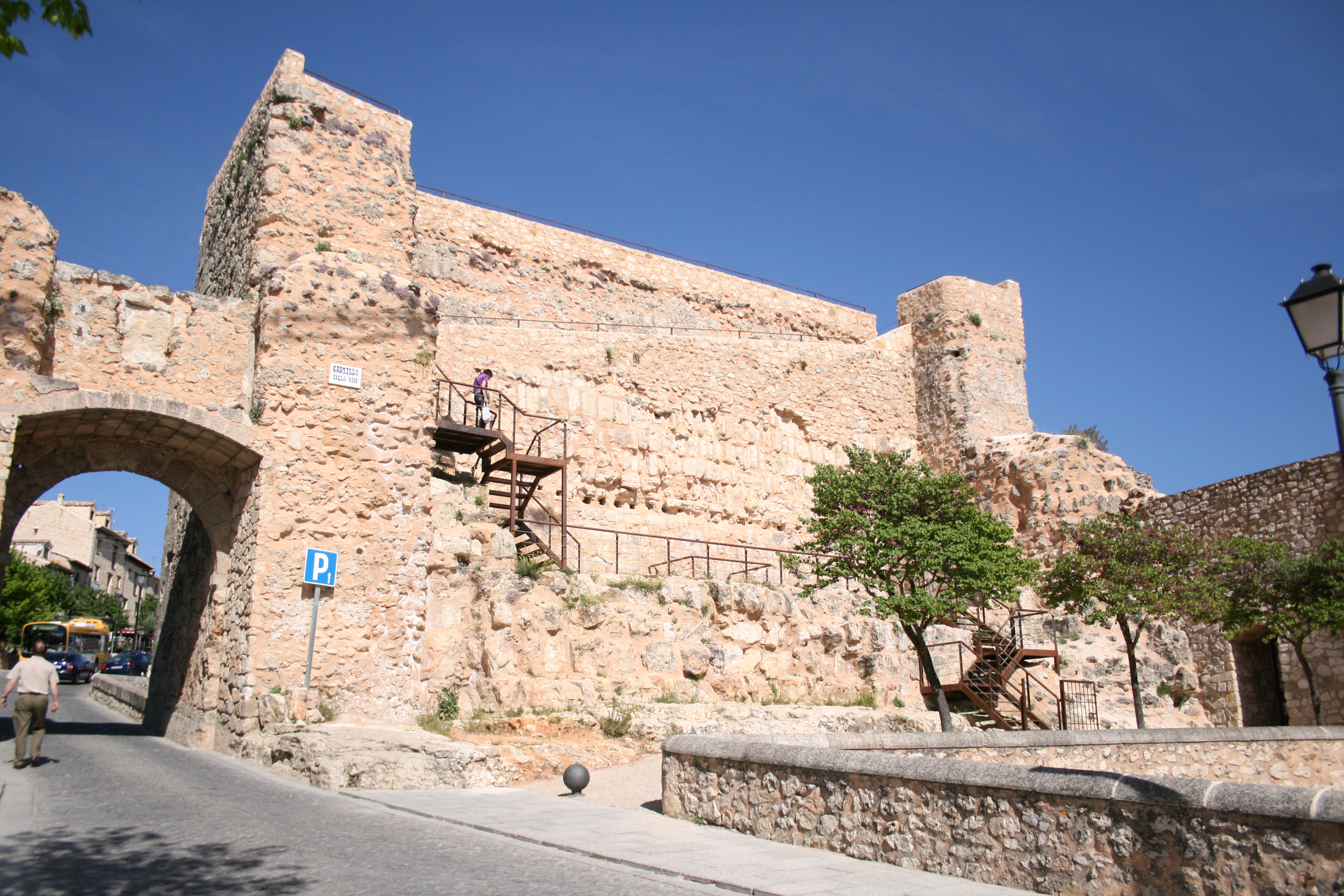
Ruinas del castillo de Cuenca donde murió el conde Nuño Pérez de Lara

Aunque las fuentes cristianas no recogen la noticia, según el cronista árabe Ibn Idari, en 1169 el conde Nuño realizó una incursión en tierras musulmanas desde Toledo y llegó hasta Algeciras, fechas que coinciden con la ausencia del magnate castellano de la curia regia:

Este año salió el enemigo cristiano, el conde Nuño, de Toledo con su ejército miserable y atacó hacia Ronda y sus montañas y hacia el llano de Algeciras y sus montañas, hasta que llegó al mar y mató a musulmanes en aquella región, los cautivó y arrasó sus residencias.

Destacó por haber fundado diversos monasterios, entre ellos el de Santa María de la Consolación en Perales, en 1160, así como el hospital de Puente Fitero, en Itero de la Vega, ambos en Palencia, y por haber combatido hasta el final junto a la Corona castellana. Estando en el sitio de Cuenca, en julio de 1177 él y su esposa la condesa Teresa fundaron una capellanía y un aniversario en la catedral de Toledo donde habían mandado construir el altar de santo Tomás de Canterbury. Para la dotación de la capellanía y el aniversario, donaron sus casas junto al alcázar de Zocodover, así como sus propiedades y ganados en Alcabón para que con las rentas de estas se mantuvieran las luminarias encendidas día y noche y para el sustento de su capellán.
Después de su muerte en la conquista de Cuenca en 1177, su sobrino Pedro Manrique asumió la jefatura de la casa de Lara.

## Matrimonio y descendencia
Se casó con Teresa Fernández de Traba, hija del conde Fernando Pérez de Traba y de Teresa de León. Una vez viuda, Teresa fue amante y después la segunda esposa del rey Fernando II de León. Los hijos documentados de este matrimonio fueron:
- Fernando Núñez de Lara. Alcanzó la dignidad condal y contrajo matrimonio con la condesa Mayor González Salvadórez,[18] fundadora de la ermita de la Virgen de la Esperina.
- Álvaro Núñez de Lara.[18] Se casó con Urraca Díaz de Haro y tuvo descendencia ilegítima con Teresa Gil de Osorno.
- Gonzalo Núñez de Lara,[18] casado con María Díaz de Haro y Azagra, padres de, entre otros, el conde Nuño González de Lara "el Bueno".
- Sancha Núñez de Lara.[19] Contrajo matrimonio con Sancho I de Cerdaña, conde de Cerdaña y de Provenza e hijo del conde Ramón Berenguer IV de Barcelona y de la reina Petronila de Aragón.
- María Núñez de Lara. Fue abadesa en el monasterio de Perales que había sido fundado por sus padres.[19]
- Elvira Núñez de Lara. Se casó en primeras nupcias con el conde Ermengol VIII de Urgel y en segundas con Guillén de Cervera.[20]